# 永椎晃平
永椎 晃平（ながしい こうへい）は、日本の漫画家。男性。

## 来歴
諫山創のアシスタントを経験。『ぱんどら』が第85回週刊少年マガジン新人漫画賞で入選。『マガジンSPECIAL』（講談社）2011年2月5日号掲載の『ぱんどら』でデビューし、2013年に『別冊少年マガジン』（講談社）で開始した『放課後ソードクラブ』で連載デビュー。
2016年から2018年まで『週刊少年マガジン』（講談社）にて『星野、目をつぶって。』を連載。2019年、霧友正規の小説『僕はまた、君にさよならの数を見る』のコミカライズを『月刊ビッグガンガン』（スクウェア・エニックス）にて連載。2020年より『週刊少年マガジン』にて「バトルもの」である『獣の六番』を連載。その後、『週刊ヤングマガジン』（講談社）においてホラーサスペンスの『スケアリー・キャンパス・カレッジ・ユニバーシティ』を連載。

## 作品リスト

### 連載
- 放課後ソードクラブ（『別冊少年マガジン』2013年6月号[4] - 2014年6月号[12]、全3巻）
- 星野、目をつぶって。（『週刊少年マガジン』2016年19号[6] - 2018年32号[7]、全13巻）
- 僕はまた、君にさよならの数を見る（原作：霧友正規、『月刊ビッグガンガン』2019年Vol.08[8] - 2020年Vol.07、上下巻）
- 獣の六番（『週刊少年マガジン』2020年41号[9] - 2021年13号[13]、全3巻）
- スケアリー・キャンパス・カレッジ・ユニバーシティ（『週刊ヤングマガジン』2022年34号[11] - 2023年18号[14]→『ヤンマガWeb』2023年4月23日[14] - 2024年1月28日[15]、全8巻）

### 読み切り
- サーカス・ガラクシアス（『月刊少年エース』2014年10月号[16]）

### その他
- 『アニメ『山田くんと7人の魔女』オフィシャルファンアートブック』（2015年[17]） - イラスト寄稿[17]
- 『童貞を殺すアンソロジーコミック』（2016年[18]、一迅社） - 口絵[18]

## 出演
- イベント「マガジン学園2016」（2016年8月6日、講談社[19]） - 「特別講義 午後の部」にゲスト出演[19]